# Виноградний
Виногра́дний (раніше — 1-е відділення винрадгоспу Касте́ль, крим. Qastel) — село (до 2009 року — селище) в Україні, у складі Ялтинського району Автономної Республіки Крим.

## Населення
За даними перепису населення 2001 року, у селищі мешкало 162 особи. Мовний склад населення села був таким:
| Мова              | Число ос. | Відсоток |
| ----------------- | --------- | -------- |
| українська        | 18        | 11,11    |
| російська         | 141       | 87,04    |
| кримськотатарська | 1         | 0,62     |
| білоруська        | 2         | 1,23     |

## Галерея

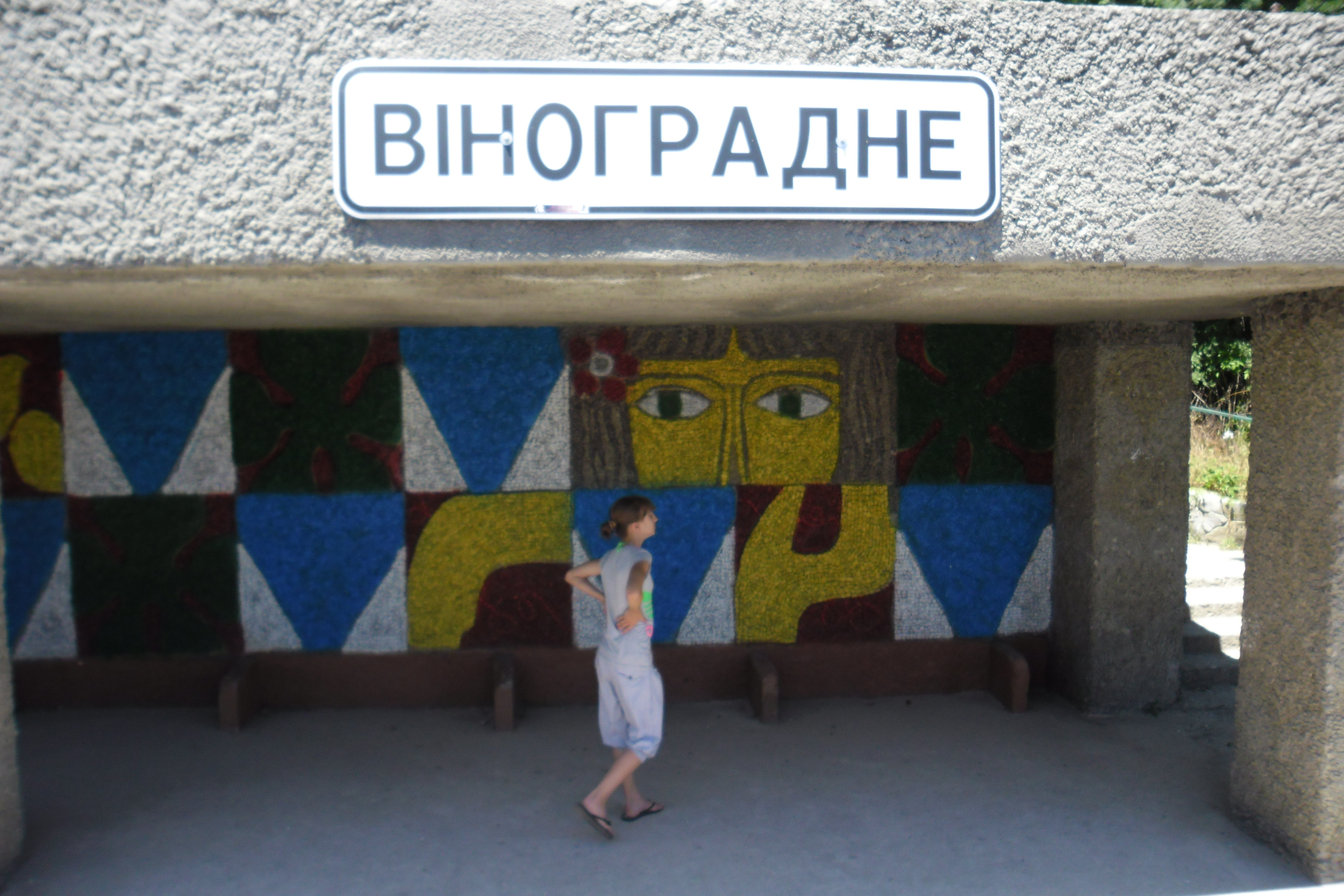
Зупинка на автотрасі "Сімферополь-Ялта"